# 스모키 파수아
스모키 파수아(smokie pasua)는 케냐의 소시지 요리이다. 스모키를 반으로 가르고 카춤바리를 채운 길거리 음식이다. "스모키(smokie)"는 케냐에서 길거리 음식으로 먹는 훈제 소시지이며, "파수아(pasua)"는 스와힐리어로 "가르다"라는 뜻이다. "반으로 가른 스모키"이라는 뜻이다.

## 같이 보기
- 마야이 파수아
- 스모차